# 四川婆婆纳
四川婆婆纳（学名：Veronica szechuanica）为車前草科婆婆纳属下的一个种。

## 扩展阅读
- 維基物種上的相關：四川婆婆纳